# 王淑珍 (1951年)
王淑珍（1951年—），女，汉族，山西运城人，中华人民共和国政治人物，第十一届全国人民代表大会山西地区代表。

## 生平
1975年毕业于山西大学英语专业。2004年担任山西省商务厅厅长。2008年起担任全国人大代表。